# Pol Potier de Courcy
Pour les articles homonymes, voir Courcy et Familles de Courcy.
Pol Potier de Courcy (26 janvier 1815 à Landerneau - 29 avril 1891 à Saint-Pol-de-Léon) est l'auteur d'un ouvrage sur les familles nobles de Bretagne sous l'Ancien Régime. Son œuvre, Nobiliaire et armorial de Bretagne, est parue en trois tomes à partir de 1846. L'ouvrage reste une référence mais les spécialistes lui reprochent un certain nombre d'erreurs. Il a fait l'objet de compléments et de correctifs.

## Biographie

### Famille
La famille Potier de Courcy est originaire de Courcy (Manche) où, dès le XVIIe siècle, les ancêtres Potier prirent le titre de seigneur de Courcy,.
Ses parents étaient le baron Armand Potier de Courcy, né le 4 février 1774 en Martinique (mais baptisé le 26 avril 1782 en l'église Saint-Louis à Brest), décédé le 1er novembre 1845 à Saint-Pol-de-Léon, capitaine de vaisseau de la Marine royale, et Félicité Marie Le Gualès de Lanzeon, née le 7 mai 1781 à Saint-Pol-de-Léon et décédée le 9 novembre 1820 à Brest, dont le père était propriétaire du manoir de Kervézec en Garlan (Finistère). Il épouse Eugénie Huon de Kermadec (décédée en 1885), tous deux sont inhumés à La Forêt-Fouesnant.
Pol Potier de Courcy, baron de Courcy, a d'ailleurs agrandi ce manoir dans le courant du XIXe siècle. Ce domaine est passé à la famille Abrial (à la suite du mariage d'Amice de Courcy avec Hervé Abrial) puis a été vendu en 1979.
Pol Potier de Courcy fut aussi un archéologue et un architecte, dessinant par exemple les plans de l'église paroissiale Saint-Adrien de Santec. Il s'occupa aussi de la restauration de la cathédrale de Saint-Pol-de-Léon.
Son fils Pol Potier, baron de Courcy (1848-1900), épouse Marie-Angèle Anne de Castellan (1850-1889), arrière-petite-fille de Robert Surcouf, dont postérité.

## Œuvres
- Nobiliaire et Armorial de Bretagne. Les différents tomes de ce livre ont fait l'objet de rééditions, certaines récentes datant de 2011 :
  - Pol Potier de Courcy, Nobiliaire et Armorial de Bretagne, tome I, éditions Pyremonde, 2011
  - Pol Potier de Courcy, Nobiliaire et Armorial de Bretagne, tome IV, éditions Pyremonde, 2011

Une version numérique gratuite est également disponible.
- Dictionnaire héraldique de Bretagne, publié par Pol de Courcy en 1855[7]
- De Rennes à Brest et à Saint-Malo, itinéraire descriptif et historique, collection Guides Joanne, 1864 (une première partie Itinéraire de Saint-Pol à Brest avait été publiée en 1859).
- Il publia un important Supplément à l'Histoire généalogique et chronologique de la maison royale de France du père Anselme, entre 1868 et 1890, en 3 volumes ; la réédition complète de l'ouvrage n'eut pas lieu[8].